# 牟尼溝

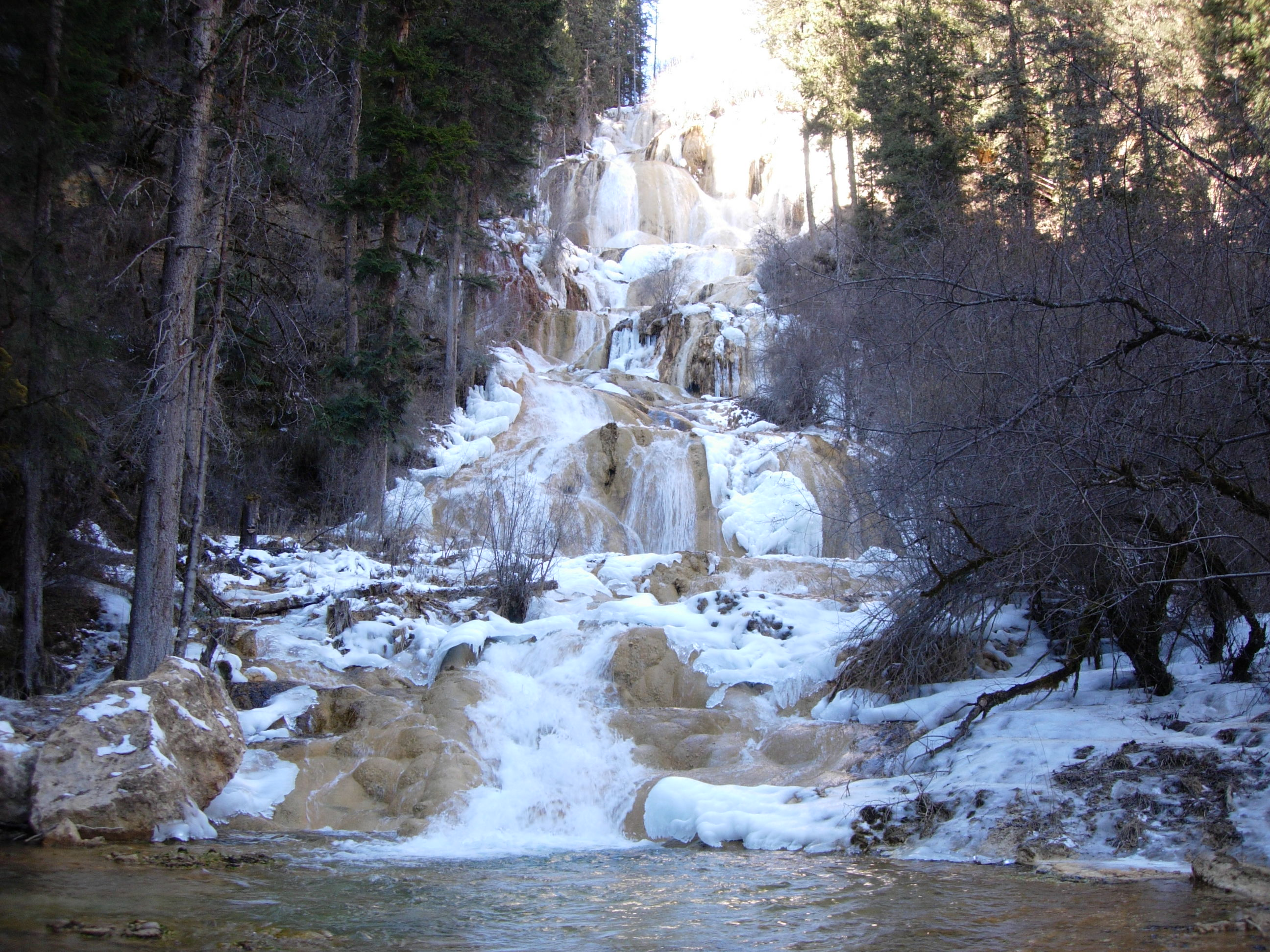
扎嘎瀑布

牟尼溝（牟尼沟、むにごう）風景区は、中国四川省アバ・チベット族チャン族自治州松潘県南西部の牟尼乡镜にある風光明媚なエリア。
牟尼溝は九寨溝と同様に滝や湖を中心とするが、九寨溝に比べると規模が小さく、来訪者も少ない。中でも石灰化したプールの滝は黄龍の瑶池と同様に美しい。
牟尼溝には、扎嘎瀑布と二道海の2つの主要な景勝地がある。
- 扎嘎瀑布は海抜3166〜3270メートルにある、高さ104メートル、幅35〜40メートルの中国で最も高い石灰の滝である。冬は凍り、白い薄い布のように見える。
- 二道海